# Fiodor Naumow
Fiodor Pietrowicz Naumow (ros. Фёдор Петрович Наумов (ur. 1902 w powiecie muromskim w guberni włodzimierskiej, zm. w styczniu 1966) – radziecki działacz partyjny.

## Życiorys
Ukończył Akademię Rolniczą im. Timiriaziewa, od 1920 należał do RKP(b). W latach 1922–1923 pracował w Wydziale Transportu Drogowego GPU w Muromiu i Włodzimierzu, 1923-1926 służył w Armii Czerwonej, później został działaczem partyjnym w Muromiu. Od 1932 do lutego 1937 był sekretarzem kilku rejonowych komitetów WKP(b) w Kraju Gorkowskim i Kraju/obwodzie kirowskim, od lutego do maja 1937 kierował wydziałem kadr partyjnych Komitetu Miejskiego WKP(b) w Kirowie, w maju-czerwcu 1937 był sekretarzem tego komitetu, 18 czerwca 1937 został II sekretarzem Komitetu Obwodowego WKP(b) w Kirowie, a od listopada 1937 do 19 grudnia 1938 p.o. I sekretarza Komitetu Obwodowego WKP(b) w Omsku. Od 1944 do 1946 był I sekretarzem Komitetu Miejskiego WKP(b) w Chimkach (w obwodzie moskiewskim), później inspektorem Rady ds. Kołchozów przy Radzie Ministrów ZSRR i potem do 1953 kierownikiem jednego z wydziałów tej rady, później dyrektorem jednego z departamentów w Ministerstwie Gospodarki Rolnej ZSRR. Był odznaczony Orderem „Znak Honoru”.